# Paloma García Ovejero
Paloma García Ovejero est une journaliste espagnole, vice-directrice de la Salle de presse du Saint-Siège de août 2016,, au 31 décembre 2018.

## Enfance
Elle est née à Madrid, le 12 août 1975.

## Études
Diplômée en 1998 de l’université complutense de Madrid, elle a obtenu un master en études basques en 2001. En 2006, elle a achevé un cursus de spécialisation en stratégies de management et communication auprès de l’université de New York.

## Journaliste
Journaliste depuis 1998 à la Cadena COPE, elle en devint la correspondante pour l’Italie et le Vatican en 2012. 

### Au service du Saint-Siège
Le 11 juillet 2016, le Saint-Siège a annoncé sa nomination comme vice-directrice de la salle de presse du Saint-Siège, en remplacement de Greg Burke, promu directeur en succession de Federico Lombardi. Ces nominations prennent effet au 1er août. Elle démissionne en même temps que Greg Burke, directeur de la salle de presse, le 31 décembre 2018 alors que le pape procède à une vaste réforme des médias du Vatican.